# BSフジNEWS
『BSフジNEWS』（ビーエスフジニュース、BSフジニュース、BS FUJI NEWS）は、フジニュースネットワーク（FNN）の制作によりBSフジで2000年12月1日から2022年3月31日まで放送されていた報道番組（ストレートニュース）である。BSフジ開局から20年以上続いた数少ない番組でもあった。

## 概要
この番組は他の番組と違い、もっぱら既存の番組内のコマーシャルの時間（ローカルセールス・ステーションブレイクの時間帯）に放送する。また、定時枠としては基本的に丁度5分間の放送である。ただし大事件発生時は、例外的に通常番組を中止して長時間BSフジNEWSに差し替える事もある。
普段は番組宣伝CMを放送するコマーシャルの空き枠を流用した格好である。そのため番組終了と共にステブレなしに次番組へ直行する形になっており、極端な場合、前番組から当番組に直行しそのまま次番組へ直行するパターンも存在する。コマーシャルが多くなければ放送されないという側面もある。
2000年代中頃からは番組中にほとんど放送されることはなくなり、ステブレ帯での放送が多い。

## 放送時間
5分放送
基本形。ステブレなし。
- 土 12:55 - 13:00 (学生キャスター[1])、18:55 - 19:00
- 日 13:55 - 14:00、18:55 - 19:00
  - スポーツ中継等が行われる場合は、終了後に放送するか休止となる。

3分放送
- 月 - 金 10:57 - 11:00 (火 - 金 学生キャスター[1])

2分放送
- 月 - 金 8:58 - 9:00[2] (火 - 金 学生キャスター[1])、13:58 - 14:00
- 土 9:59 - 10:01[2]
- 日 10:58 - 11:00[2]、15:58 - 16:00[2]、16:54 - 16:56[2]

番組内で放送
後述のBGMは流れない。
- 月 - 金 『BSフジLIVE プライムニュース』

## コーナー
- 東証アローズ中継（月曜 - 金曜 15:59 - 16:02） → 主に証券関連のアナリストがその日の株式状況を伝える。
- 総理番日記（日曜 12:55 - 13:00）
- 天気予報（番組末尾。日本国内全域=地図で掲載と、海外主要都市=テロップのみ掲載）

など

## キャスター
キャスターはフジテレビアナウンサー（3交代制、土日は2交代制）が担当した。火曜 - 金曜の朝と土曜の昼（交代シフト勤務）は現役大学生キャスターが、日曜の昼はNHK出身のフリーアナウンサー・登坂淳一が担当していた。
キャスターのシフトは、平日は、朝は9 - 12時、昼は12 - 17時、夜は『BSフジLIVE プライムニュース』の番組序盤・中盤で放送される最新のニュースを担当した。土曜の昼は10 - 15時、夜は15時 - 21時、日曜の昼は10 - 17時、夜は18時以降（基本的には18:55の定時枠を担当）という具合でキャスターが交代した。2021年10月現在、状況によって変更になる事もあるが、概ね下記の様にシフトしている。2名の場合は隔週で担当。
|    | 月曜日     | 火曜日         | 水曜日              | 木曜日     | 金曜日        | 土曜日         | 日曜日       |
| -- | ---------- | -------------- | ------------------- | ---------- | ------------- | -------------- | ------------ |
| 朝 | 阿部知代   | 井山天平       | 浅川由梨子          | 福地妃菜美 | 大坪彩織      | （放送なし）   | （放送なし） |
| 昼 | 小室瑛莉子 | 佐々木恭子     | 山﨑夕貴            | 松村未央   | 斉藤舞子      | （シフト勤務） | 登坂淳一     |
| 夜 | 田淵裕章   | （シフト勤務） | 渡辺和洋 海老原優香 | 上中勇樹   | 堤礼実 竹俣紅 | 奥寺健         | 奥寺健       |

その他、レギュラーキャスターの代役等で新人アナウンサーが研修終了後、夏期に担当することが多い。
また、年末年始はキャスターが変更される。ここ数年は、学生キャスターとその日のニュース担当者または若手のアナウンサーが担当することが多い。なお、2009年までは毎年大晦日の最終ニュースを、新人男性アナが担当することが多く、最後に年末の挨拶をして締めるのが恒例であった。

## タイトルロゴ・オープニングCGの変遷
番組中のBGMは2000年12月1日の放送開始以来変わっていない。また、放送終了と同時にBGMも流れ終わる。ただし、プライムニュース内のニュースコーナーでは流れない。

### 初代（2000年12月1日 - 2008年6月30日）
- ロゴの上部にはBSフジの旧ロゴマークに使用されていた「3つの輪」（左から「黄色」・「水色」・「青」の丸が黒の線で囲まれている）の中に「news」の文字があり、下には「（目玉マーク）BS FUJI」と表記されている。
- オープニングCGは、画面左側のBSフジの旧ロゴマークを青色の部分が囲み、それが移動、発光してタイトルが表示される。

### 2代目（2008年7月1日 - 2011年10月16日）
- ロゴの上部は前述の「3つの輪」から「赤い玉」（中には「ニュース」の「N」が含まれており、ステーションロゴにある「目玉マーク」の中央部分をイメージしている）に変更され、中央には大きく「NEWS」、さらに下には小さく「BS FUJI」と表記されている。
- オープニングCGは、「局に集まって来た情報がNEWSとして発信される」という内容で表現している。

### 3代目（2011年10月17日 - 2022年3月31日）
- グレーを基調としたオープニングCG。地球儀が回る中「BS FUJI」のロゴが現れて、一瞬画面が白く光り輝くと、タイトルロゴ（中央に「NEWS」、その下に小さく「BS FUJI」と表記されたもの）が表示され、地球儀・日差し・雲が入り乱れる構成となっている。2代目で使われた「赤い玉」はかなり小さくなり、地球儀から変化して「W」の上に乗る形になった。

## 過去のキャスター
| 月曜日    | 月曜日    | 月曜日                                 | 月曜日                                 | 月曜日                                 | 月曜日                                 | 月曜日               | 月曜日                | 月曜日                     | 月曜日                     | 月曜日                     | 月曜日                     | 月曜日       |
| 期間      | 期間      | 6                                      | 7〜10                                  | 10〜12                                 | 12〜13                                 | 13〜14               | 14〜18                | 18〜19                     | 19〜22                     | 22〜24                     | 24〜25                     | 25〜27       |
| --------- | --------- | -------------------------------------- | -------------------------------------- | -------------------------------------- | -------------------------------------- | -------------------- | --------------------- | -------------------------- | -------------------------- | -------------------------- | -------------------------- | ------------ |
| 2000.12.4 | 2001.3.26 | （報道記者及びフリーキャスターが担当） | （報道記者及びフリーキャスターが担当） | （報道記者及びフリーキャスターが担当） | （報道記者及びフリーキャスターが担当） | 政井マヤ             | 政井マヤ              | 政井マヤ                   | 荒瀬詩織                   | 荒瀬詩織                   | 荒瀬詩織                   | 青嶋達也     |
| 2001.4.2  | 2001.9.24 | （放送なし）                           | （放送なし）                           | （放送なし）                           | （放送なし）                           | 深澤里奈             | 深澤里奈              | 政井マヤ                   | 政井マヤ                   | 政井マヤ                   | 青嶋達也                   | （放送なし） |
| 2001.10.1 | 2002.3.25 | （放送なし）                           | （放送なし）                           | （放送なし）                           | （放送なし）                           | 深澤里奈             | 深澤里奈              | 政井マヤ                   | 政井マヤ                   | 政井マヤ                   | 森下知哉                   | （放送なし） |
| 2002.4.1  | 2002.9.30 | 福元英恵                               | 福元英恵                               | （放送なし）                           | （放送なし）                           | 深澤里奈             | 深澤里奈              | 政井マヤ                   | 政井マヤ                   | 政井マヤ                   | （放送なし）               | （放送なし） |
| 2002.10.7 | 2003.3.31 | 福元英恵                               | 福元英恵                               | （放送なし）                           | （放送なし）                           | 安藤幸代             | 安藤幸代              | 八馬淳也                   | 八馬淳也                   | 八馬淳也                   | （放送なし）               | （放送なし） |
| 2003.4.7  | 2004.3.29 | 岡田浩揮                               | 岡田浩揮                               | （放送なし）                           | （放送なし）                           | 安藤幸代             | 安藤幸代              | 八馬淳也                   | 八馬淳也                   | 八馬淳也                   | （放送なし）               | （放送なし） |
| 2004.4.5  | 2004.9.27 | （放送なし）                           | 戸部洋子4                              | 木幡美子                               | 木幡美子                               | 木幡美子             | 安藤幸代2             | 福元英恵                   | 福元英恵                   | 渡邉卓哉                   | 渡邉卓哉                   | （放送なし） |
| 2004.10.4 | 2005.6.27 | （放送なし）                           | 戸部洋子4                              | 木幡美子                               | 木幡美子                               | 木幡美子             | 安藤幸代2             | 福元英恵                   | 福元英恵                   | 田中大貴                   | 田中大貴                   | （放送なし） |
| 2005.7.4  | 2005.8.29 | （放送なし）                           | 戸部洋子4                              | 福原直英10                             | 福原直英10                             | 福原直英10           | 木幡美子              | 安藤幸代2                  | 安藤幸代2                  | 田中大貴                   | 田中大貴                   | （放送なし） |
| 2005.9.5  | 2005.9.26 | （放送なし）                           | 戸部洋子4                              | 福原直英10                             | 福原直英10                             | 福原直英10           | 安藤幸代2 藤城真木子2 | 福元英恵                   | 福元英恵                   | 遠藤玲子                   | 遠藤玲子                   | （放送なし） |
| 2005.10.3 | 2006.3.27 | （放送なし）                           | 遠藤玲子4                              | 木幡美子5                              | 木幡美子5                              | 木幡美子5            | 安藤幸代2 藤城真木子2 | 筒井櫻子                   | 筒井櫻子                   | 筒井櫻子                   | 筒井櫻子                   | （放送なし） |
| 2006.4.3  | 2006.9.25 | （放送なし）                           | 遠藤玲子4                              | 田代尚子                               | 田代尚子                               | 田代尚子             | 斉藤舞子              | 向坂樹興 倉田大誠          | 向坂樹興 倉田大誠          | 向坂樹興 倉田大誠          | 向坂樹興 倉田大誠          | （放送なし） |
| 2006.10.2 | 2007.3.26 | （放送なし）                           | 遠藤玲子4                              | 川野良子 藤村さおり5                   | 川野良子 藤村さおり5                   | 川野良子 藤村さおり5 | 川野良子 藤村さおり5  | 斉藤舞子 高橋真麻 秋元優里 | 斉藤舞子 高橋真麻 秋元優里 | 斉藤舞子 高橋真麻 秋元優里 | 斉藤舞子 高橋真麻 秋元優里 | （放送なし） |
| 2007.4.2  | 2007.9.24 | （放送なし）                           | 遠藤玲子4                              | 藤村さおり5                            | 藤村さおり5                            | 藤村さおり5          | 藤村さおり5           | 斉藤舞子 高橋真麻 秋元優里 | 斉藤舞子 高橋真麻 秋元優里 | 斉藤舞子 高橋真麻 秋元優里 | 斉藤舞子 高橋真麻 秋元優里 | （放送なし） |
| 2007.10.1 | 2008.9.29 | （放送なし）                           | 生野陽子4                              | 藤村さおり5                            | 藤村さおり5                            | 藤村さおり5          | 藤村さおり5           | 高橋真麻9                  | 高橋真麻9                  | 高橋真麻9                  | 高橋真麻9                  | （放送なし） |
| 2008.10.6 | 2009.3.30 | （放送なし）                           | 高木広子                               | 佐藤里佳5                              | 佐藤里佳5                              | 佐藤里佳5            | 佐藤里佳5             | 高橋真麻9                  | 高橋真麻9                  | 高橋真麻9                  | 高橋真麻9                  | （放送なし） |
| 2009.4.6  | 2010.3.29 | （放送なし）                           | 高木広子                               | 木幡美子5                              | 木幡美子5                              | 木幡美子5            | 木幡美子5             | 高橋真麻9                  | 高橋真麻9                  | 高橋真麻9                  | 高橋真麻9                  | （放送なし） |
| 2010.4.5  | 2010.9.27 | （放送なし）                           | （放送なし）                           | 松村未央                               | 木幡美子5 高橋真麻5                    | 木幡美子5 高橋真麻5  | 木幡美子5 高橋真麻5   | 倉田大誠6                  | 倉田大誠6                  | 倉田大誠6                  | 倉田大誠6                  | （放送なし） |
| 2010.10.4 | 2011.3.28 | （放送なし）                           | （放送なし）                           | 松村未央                               | 木幡美子5 高橋真麻5                    | 木幡美子5 高橋真麻5  | 木幡美子5 高橋真麻5   | 高木広子6・9               | 高木広子6・9               | 高木広子6・9               | 高木広子6・9               | （放送なし） |
| 2011.4.4  | 2011.6.27 | （放送なし）                           | 山中章子4                              | 山中章子4                              | 木幡美子5 高橋真麻5                    | 木幡美子5 高橋真麻5  | 木幡美子5 高橋真麻5   | 高木広子6・9               | 高木広子6・9               | 高木広子6・9               | 高木広子6・9               | （放送なし） |
| 2011.7.4  | 2011.9.26 | （放送なし）                           | 山中章子4 細貝沙羅4                    | 山中章子4 細貝沙羅4                    | （シフト勤務）                         | （シフト勤務）       | （シフト勤務）        | 高木広子6・9               | 高木広子6・9               | 高木広子6・9               | 高木広子6・9               | （放送なし） |
| 2011.10.3 | 2012.2.27 | （放送なし）                           | 山中章子4 竹内友佳4                    | 山中章子4 竹内友佳4                    | 阿部知代5 生田竜聖                     | 阿部知代5 生田竜聖   | 阿部知代5 生田竜聖    | 中村仁美9                  | 中村仁美9                  | 中村仁美9                  | 中村仁美9                  | （放送なし） |
| 2012.3.5  | 2012.3.26 | （放送なし）                           | 山中章子4 竹内友佳4                    | 山中章子4 竹内友佳4                    | 阿部知代5 生田竜聖                     | 阿部知代5 生田竜聖   | 阿部知代5 生田竜聖    | 山本麻祐子9                | 山本麻祐子9                | 山本麻祐子9                | 山本麻祐子9                | （放送なし） |
| 2012.4.2  | 2012.4.30 | （放送なし）                           | 山中章子4 三田友梨佳4                  | 山中章子4 三田友梨佳4                  | 藤村さおり                             | 藤村さおり           | 藤村さおり            | 阿部知代                   | 阿部知代                   | 阿部知代                   | 阿部知代                   | （放送なし） |
| 2012.5.7  | 2012.6.25 | （放送なし）                           | 戸部洋子4 山中章子4                    |                                        | 藤村さおり                             | 藤村さおり           | 藤村さおり            | 阿部知代                   | 阿部知代                   | 阿部知代                   | 阿部知代                   | （放送なし） |
| 2012.7.2  | 2012.7.30 | （放送なし）                           | 山中章子4 宮澤智10                     | 山中章子4 宮澤智10                     | 春日由実                               | 春日由実             | 春日由実              | 阿部知代                   | 阿部知代                   | 阿部知代                   | 阿部知代                   | （放送なし） |
| 2012.8.6  | 2012.9.24 | （放送なし）                           | 山中章子4 宮澤智10                     | 山中章子4 宮澤智10                     | 春日由実                               | 春日由実             | 春日由実              | 谷岡慎一6・9               | 谷岡慎一6・9               | 谷岡慎一6・9               | 谷岡慎一6・9               | （放送なし） |
| 2012.10.1 | 2013.3.25 | （放送なし）                           | 久代萌美4                              | 久代萌美4                              | 春日由実                               | 春日由実             | 春日由実              | 宮澤智                     | 宮澤智                     | 宮澤智                     | 宮澤智                     | （放送なし） |
| 2013.4.1  | 2013.5.27 | （放送なし）                           | 久代萌美4                              | 久代萌美4                              | 秋元優里                               | 秋元優里             | 秋元優里              | 酒主義久6 宮澤智           | 酒主義久6 宮澤智           | 酒主義久6 宮澤智           | 酒主義久6 宮澤智           | （放送なし） |
| 2013.6.3  | 2013.8.26 | （放送なし）                           | 久代萌美4                              | 久代萌美4                              | 堺正幸                                 | 堺正幸               | 堺正幸                | 酒主義久6 宮澤智           | 酒主義久6 宮澤智           | 酒主義久6 宮澤智           | 酒主義久6 宮澤智           | （放送なし） |
| 2013.9.2  | 2013.9.30 | （放送なし）                           | 久代萌美4                              | 久代萌美4                              | 遠藤玲子                               | 遠藤玲子             | 遠藤玲子              | 酒主義久6 宮澤智           | 酒主義久6 宮澤智           | 酒主義久6 宮澤智           | 酒主義久6 宮澤智           | （放送なし） |
| 2013.10.7 |           | （放送なし）                           | 久代萌美4                              | 久代萌美4                              | 西山喜久恵                             | 西山喜久恵           | 西山喜久恵            | 斉藤舞子6 酒主義久6        | 斉藤舞子6 酒主義久6        | 斉藤舞子6 酒主義久6        | 斉藤舞子6 酒主義久6        | （放送なし） |

| 火曜日    | 火曜日     | 火曜日                                 | 火曜日                                 | 火曜日                                 | 火曜日                                 | 火曜日                | 火曜日                     | 火曜日                            | 火曜日                            | 火曜日                            | 火曜日                            | 火曜日                                 |
| 期間      | 期間       | 6                                      | 7〜10                                  | 10〜12                                 | 12〜13                                 | 13〜14                | 14〜18                     | 18〜19                            | 19〜22                            | 22〜24                            | 24〜25                            | 25〜27                                 |
| --------- | ---------- | -------------------------------------- | -------------------------------------- | -------------------------------------- | -------------------------------------- | --------------------- | -------------------------- | --------------------------------- | --------------------------------- | --------------------------------- | --------------------------------- | -------------------------------------- |
| 2000.12.5 | 2001.3.27  | （報道記者及びフリーキャスターが担当） | （報道記者及びフリーキャスターが担当） | （報道記者及びフリーキャスターが担当） | （報道記者及びフリーキャスターが担当） | 梅津弥英子            | 梅津弥英子                 | 梅津弥英子                        | 藤村さおり                        | 藤村さおり                        | 藤村さおり                        | （報道記者及びフリーキャスターが担当） |
| 2001.4.3  | 2001.9.25  | （放送なし）                           | （放送なし）                           | （放送なし）                           | （放送なし）                           | 千野志麻              | 千野志麻                   | 宇田麻衣子                        | 宇田麻衣子                        | 宇田麻衣子                        | （放送なし）                      | （放送なし）                           |
| 2001.10.2 | 2002.3.26  | （放送なし）                           | （放送なし）                           | （放送なし）                           | （放送なし）                           | 相川梨絵              | 相川梨絵                   | 森本さやか                        | 森本さやか                        | 森本さやか                        | （放送なし）                      | （放送なし）                           |
| 2002.4.2  | 2002.9.24  | （放送なし）                           | （放送なし）                           | （放送なし）                           | （放送なし）                           | 佐藤里佳              | 佐藤里佳                   | 森本さやか                        | 森本さやか                        | 森本さやか                        | （放送なし）                      | （放送なし）                           |
| 2002.10.1 | 2003.3.25  | （放送なし）                           | （放送なし）                           | （放送なし）                           | （放送なし）                           | 向坂樹興              | 向坂樹興                   | 深澤里奈                          | 深澤里奈                          | 深澤里奈                          | （放送なし）                      | （放送なし）                           |
| 2003.4.1  | 2004.3.30  | （放送なし）                           | （放送なし）                           | （放送なし）                           | （放送なし）                           | 佐藤里佳              | 佐藤里佳                   | 安藤幸代                          | 安藤幸代                          | 安藤幸代                          | （放送なし）                      | （放送なし）                           |
| 2004.4.6  | 2004.6.29  | （放送なし）                           | 南河沙織1                              | 松尾紀子                               | 松尾紀子                               | 松尾紀子              | 島田彩夏                   | 向坂樹興                          | 向坂樹興                          | 安藤幸代2                         | 安藤幸代2                         | （放送なし）                           |
| 2004.7.6  | 2004.12.28 | （放送なし）                           | 我妻絵美1                              | 阿部知代                               | 阿部知代                               | 阿部知代              | 倉田大誠 斉藤舞子 高橋真麻 | 倉田大誠 斉藤舞子 高橋真麻        | 倉田大誠 斉藤舞子 高橋真麻        | 安藤幸代2                         | 安藤幸代2                         | （放送なし）                           |
| 2005.1.4  | 2005.6.28  | （放送なし）                           | 後藤裕美1                              | 阿部知代                               | 阿部知代                               | 阿部知代              | 倉田大誠 斉藤舞子 高橋真麻 | 倉田大誠 斉藤舞子 高橋真麻        | 倉田大誠 斉藤舞子 高橋真麻        | 安藤幸代2                         | 安藤幸代2                         | （放送なし）                           |
| 2005.7.5  | 2005.9.27  | （放送なし）                           | 中込真理子1                            | 田代尚子5                              | 田代尚子5                              | 田代尚子5             | 遠藤玲子                   | 宮瀬茉祐子                        | 宮瀬茉祐子                        | 安藤幸代2                         | 安藤幸代2                         | （放送なし）                           |
| 2005.10.4 | 2005.12.27 | （放送なし）                           | 中込真理子1                            | 田代尚子5                              | 田代尚子5                              | 田代尚子5             | 向坂樹興                   | 宮瀬茉祐子                        | 宮瀬茉祐子                        | 安藤幸代2 藤城真木子2             | 安藤幸代2 藤城真木子2             | （放送なし）                           |
| 2006.1.10 | 2006.3.28  | （放送なし）                           | 寺門亜衣子1                            | 田代尚子5                              | 田代尚子5                              | 田代尚子5             | 向坂樹興                   | 安藤幸代2 藤城真木子2 大島由香里1 | 安藤幸代2 藤城真木子2 大島由香里1 | 安藤幸代2 藤城真木子2 大島由香里1 | 安藤幸代2 藤城真木子2 大島由香里1 | （放送なし）                           |
| 2006.4.4  | 2006.6.27  | （放送なし）                           | 寺門亜衣子1                            | 木幡美子5                              | 木幡美子5                              | 木幡美子5             | 木幡美子5                  | 安藤幸代2 藤城真木子2 大島由香里1 | 安藤幸代2 藤城真木子2 大島由香里1 | 安藤幸代2 藤城真木子2 大島由香里1 | 安藤幸代2 藤城真木子2 大島由香里1 | （放送なし）                           |
| 2006.7.4  | 2006.12.26 | （放送なし）                           | 掛貝梨紗1                              | 木幡美子5                              | 木幡美子5                              | 木幡美子5             | 木幡美子5                  | 安藤幸代2 藤城真木子2 大島由香里1 | 安藤幸代2 藤城真木子2 大島由香里1 | 安藤幸代2 藤城真木子2 大島由香里1 | 安藤幸代2 藤城真木子2 大島由香里1 | （放送なし）                           |
| 2007.1.9  | 2007.2.27  | （放送なし）                           | 今井美希1                              | 木幡美子5                              | 木幡美子5                              | 木幡美子5             | 木幡美子5                  | 安藤幸代2 藤城真木子2 大島由香里1 | 安藤幸代2 藤城真木子2 大島由香里1 | 安藤幸代2 藤城真木子2 大島由香里1 | 安藤幸代2 藤城真木子2 大島由香里1 | （放送なし）                           |
| 2007.3.6  | 2007.6.26  | （放送なし）                           | 今井美希1                              | 藤城真木子2 岡田友香2                  | 藤城真木子2 岡田友香2                  | 藤城真木子2 岡田友香2 | 藤城真木子2 岡田友香2      | （不明）                          | （不明）                          | （不明）                          | （不明）                          | （放送なし）                           |
| 2007.7.3  | 2007.12.25 | （放送なし）                           | 鷲尾春果1                              | 藤城真木子2 岡田友香2                  | 藤城真木子2 岡田友香2                  | 藤城真木子2 岡田友香2 | 藤城真木子2 岡田友香2      | （不明）                          | （不明）                          | （不明）                          | （不明）                          | （放送なし）                           |
| 2008.1.8  | 2008.3.25  | （放送なし）                           | 西尾知亜紀1                            | 藤城真木子2 岡田友香2                  | 藤城真木子2 岡田友香2                  | 藤城真木子2 岡田友香2 | 藤城真木子2 岡田友香2      | （不明）                          | （不明）                          | （不明）                          | （不明）                          | （放送なし）                           |
| 2008.4.1  | 2008.6.24  | （放送なし）                           | 西尾知亜紀1                            | 田代優美9                              | 田代優美9                              | 田代優美9             | 田代優美9                  | （不明）                          | （不明）                          | （不明）                          | （不明）                          | （放送なし）                           |
| 2008.7.1  | 2008.9.30  | （放送なし）                           | 若林理紗1                              | 田代優美9                              | 田代優美9                              | 田代優美9             | 田代優美9                  | （不明）                          | （不明）                          | （不明）                          | （不明）                          | （放送なし）                           |
| 2008.10.7 | 2008.12.23 | （放送なし）                           | 若林理紗1                              | 高木広子9                              | 高木広子9                              | 高木広子9             | 高木広子9                  | （不明）                          | （不明）                          | （不明）                          | （不明）                          | （放送なし）                           |
| 2009.1.6  | 2009.3.31  | （放送なし）                           | 宇野愛1                                | 高木広子9                              | 高木広子9                              | 高木広子9             | 高木広子9                  | （不明）                          | （不明）                          | （不明）                          | （不明）                          | （放送なし）                           |
| 2009.4.7  | 2009.6.30  | （放送なし）                           | 宇野愛1                                | 高木広子9                              | 高木広子9                              | 高木広子9             | 高木広子9                  | 松尾紀子5                         | 松尾紀子5                         | 松尾紀子5                         | 松尾紀子5                         | （放送なし）                           |
| 2009.7.7  | 2009.9.29  | （放送なし）                           | 徳重杏奈1                              | 高木広子9                              | 高木広子9                              | 高木広子9             | 高木広子9                  | 松尾紀子5                         | 松尾紀子5                         | 松尾紀子5                         | 松尾紀子5                         | （放送なし）                           |
| 2009.10.6 | 2009.12.29 | （放送なし）                           | 徳重杏奈1                              | 田代優美9                              | 田代優美9                              | 田代優美9             | 田代優美9                  | 松尾紀子5                         | 松尾紀子5                         | 松尾紀子5                         | 松尾紀子5                         | （放送なし）                           |
| 2010.1.5  | 2010.3.30  | （放送なし）                           | 佐野晴香1                              | 田代優美9                              | 田代優美9                              | 田代優美9             | 田代優美9                  | 松尾紀子5                         | 松尾紀子5                         | 松尾紀子5                         | 松尾紀子5                         | （放送なし）                           |
| 2010.4.6  | 2010.6.29  | （放送なし）                           | （放送なし）                           | 志田菜々子1                            | 松尾紀子5 西山喜久恵5                  | 松尾紀子5 西山喜久恵5 | 松尾紀子5 西山喜久恵5      | 立本信吾6                         | 立本信吾6                         | 立本信吾6                         | 立本信吾6                         | （放送なし）                           |
| 2010.7.6  | 2010.9.28  | （放送なし）                           | （放送なし）                           | 河西友紀1                              | 松尾紀子5 西山喜久恵5                  | 松尾紀子5 西山喜久恵5 | 松尾紀子5 西山喜久恵5      | 立本信吾6                         | 立本信吾6                         | 立本信吾6                         | 立本信吾6                         | （放送なし）                           |
| 2010.10.5 | 2010.12.28 | （放送なし）                           | （放送なし）                           | 河西友紀1                              | 松尾紀子5 西山喜久恵5                  | 松尾紀子5 西山喜久恵5 | 松尾紀子5 西山喜久恵5      | 中村光宏6                         | 中村光宏6                         | 中村光宏6                         | 中村光宏6                         | （放送なし）                           |
| 2011.1.4  | 2011.3.29  | （放送なし）                           | （放送なし）                           | 木下瑠音1                              | 松尾紀子5 西山喜久恵5                  | 松尾紀子5 西山喜久恵5 | 松尾紀子5 西山喜久恵5      | 中村光宏6                         | 中村光宏6                         | 中村光宏6                         | 中村光宏6                         | （放送なし）                           |
| 2011.4.5  | 2011.6.28  | （放送なし）                           | 木下瑠音1                              | 木下瑠音1                              | 西山喜久恵5                            | 西山喜久恵5           | 西山喜久恵5                | 中村光宏6                         | 中村光宏6                         | 中村光宏6                         | 中村光宏6                         | （放送なし）                           |
| 2011.7.5  | 2011.9.27  | （放送なし）                           | 福田典子1                              | 福田典子1                              | 西山喜久恵5                            | 西山喜久恵5           | 西山喜久恵5                | 中村光宏6                         | 中村光宏6                         | 中村光宏6                         | 中村光宏6                         | （放送なし）                           |
| 2011.10.4 | 2011.12.27 | （放送なし）                           | 福田典子1                              | 福田典子1                              | 西山喜久恵5                            | 西山喜久恵5           | 西山喜久恵5                | 松尾翠9                           | 松尾翠9                           | 松尾翠9                           | 松尾翠9                           | （放送なし）                           |
| 2012.1.9  | 2012.1.31  | （放送なし）                           | 福田典子1                              | 福田典子1                              | 西山喜久恵5                            | 西山喜久恵5           | 西山喜久恵5                | 吉崎典子9                         | 吉崎典子9                         | 吉崎典子9                         | 吉崎典子9                         | （放送なし）                           |
| 2012.2.7  | 2012.3.27  | （放送なし）                           | 川添佳穂1                              | 川添佳穂1                              | 西山喜久恵5                            | 西山喜久恵5           | 西山喜久恵5                | 吉崎典子9                         | 吉崎典子9                         | 吉崎典子9                         | 吉崎典子9                         | （放送なし）                           |
| 2012.4.3  | 2012.6.26  | （放送なし）                           | 川添佳穂1                              | 川添佳穂1                              | 遠藤玲子                               | 遠藤玲子              | 遠藤玲子                   | 吉崎典子9                         | 吉崎典子9                         | 吉崎典子9                         | 吉崎典子9                         | （放送なし）                           |
| 2012.7.3  | 2012.7.31  | （放送なし）                           | 川添佳穂1                              | 川添佳穂1                              | 藤村さおり                             | 藤村さおり            | 藤村さおり                 | 松尾紀子9 大島由香里11            | 松尾紀子9 大島由香里11            | 松尾紀子9 大島由香里11            | 松尾紀子9 大島由香里11            | （放送なし）                           |
| 2012.8.7  | 2012.10.30 | （放送なし）                           | 福盛田悠1                              | 福盛田悠1                              | 藤村さおり                             | 藤村さおり            | 藤村さおり                 | 福永一茂6・9 鈴木芳彦6・9         | 福永一茂6・9 鈴木芳彦6・9         | 福永一茂6・9 鈴木芳彦6・9         | 福永一茂6・9 鈴木芳彦6・9         | （放送なし）                           |
| 2012.11.6 | 2012.11.27 | （放送なし）                           | 福盛田悠1                              | 福盛田悠1                              | 藤村さおり                             | 藤村さおり            | 藤村さおり                 | 斉藤舞子                          | 斉藤舞子                          | 斉藤舞子                          | 斉藤舞子                          | （放送なし）                           |
| 2012.12.4 | 2013.1.29  | （放送なし）                           | 福盛田悠1                              | 福盛田悠1                              | 春日由実                               | 春日由実              | 春日由実                   | 斉藤舞子                          | 斉藤舞子                          | 斉藤舞子                          | 斉藤舞子                          | （放送なし）                           |
| 2013.2.5  | 2013.3.26  | （放送なし）                           | 神田れいみ1                            | 神田れいみ1                            | 春日由実                               | 春日由実              | 春日由実                   | 斉藤舞子                          | 斉藤舞子                          | 斉藤舞子                          | 斉藤舞子                          | （放送なし）                           |
| 2013.4.2  | 2013.6.25  | （放送なし）                           | 神田れいみ1                            | 神田れいみ1                            | 川野良子                               | 川野良子              | 川野良子                   | 福永一茂6 鈴木芳彦6               | 福永一茂6 鈴木芳彦6               | 福永一茂6 鈴木芳彦6               | 福永一茂6 鈴木芳彦6               | （放送なし）                           |
| 2013.7.2  | 2013.9.24  | （放送なし）                           | 神田れいみ1                            | 神田れいみ1                            | 川野良子                               | 川野良子              | 川野良子                   | 谷岡慎一6                         | 谷岡慎一6                         | 谷岡慎一6                         | 谷岡慎一6                         | （放送なし）                           |
| 2013.10.1 |            | （放送なし）                           | 川原夏樹1                              | 川原夏樹1                              | 佐々木恭子                             | 佐々木恭子            | 佐々木恭子                 | 戸部洋子6 谷岡慎一6               | 戸部洋子6 谷岡慎一6               | 戸部洋子6 谷岡慎一6               | 戸部洋子6 谷岡慎一6               | （放送なし）                           |

| 水曜日    | 水曜日     | 水曜日                                 | 水曜日                                 | 水曜日                                 | 水曜日                                 | 水曜日      | 水曜日      | 水曜日                                | 水曜日                                | 水曜日                                | 水曜日                                | 水曜日                                 |
| 期間      | 期間       | 6                                      | 7〜10                                  | 10〜12                                 | 12〜13                                 | 13〜14      | 14〜18      | 18〜19                                | 19〜22                                | 22〜24                                | 24〜25                                | 25〜27                                 |
| --------- | ---------- | -------------------------------------- | -------------------------------------- | -------------------------------------- | -------------------------------------- | ----------- | ----------- | ------------------------------------- | ------------------------------------- | ------------------------------------- | ------------------------------------- | -------------------------------------- |
| 2000.12.6 | 2001.3.28  | （報道記者及びフリーキャスターが担当） | （報道記者及びフリーキャスターが担当） | （報道記者及びフリーキャスターが担当） | （報道記者及びフリーキャスターが担当） | 安藤幸代    | 安藤幸代    | 安藤幸代                              | 大橋マキ                              | 大橋マキ                              | 大橋マキ                              | （報道記者及びフリーキャスターが担当） |
| 2001.4.4  | 2001.9.26  | （放送なし）                           | （放送なし）                           | （放送なし）                           | （放送なし）                           | 島田彩夏    | 島田彩夏    | 武田祐子                              | 武田祐子                              | 武田祐子                              | （放送なし）                          | （放送なし）                           |
| 2001.10.3 | 2002.3.27  | （放送なし）                           | （放送なし）                           | （放送なし）                           | （放送なし）                           | 千野志麻    | 千野志麻    | 福元英恵                              | 福元英恵                              | 福元英恵                              | （放送なし）                          | （放送なし）                           |
| 2002.4.3  | 2002.9.25  | （放送なし）                           | （放送なし）                           | （放送なし）                           | （放送なし）                           | 千野志麻    | 千野志麻    | 安藤幸代                              | 安藤幸代                              | 安藤幸代                              | （放送なし）                          | （放送なし）                           |
| 2002.10.2 | 2003.3.26  | （放送なし）                           | （放送なし）                           | （放送なし）                           | （放送なし）                           | 藤村さおり  | 藤村さおり  | 相川梨絵                              | 相川梨絵                              | 相川梨絵                              | （放送なし）                          | （放送なし）                           |
| 2003.4.2  | 2004.3.31  | （放送なし）                           | （放送なし）                           | （放送なし）                           | （放送なし）                           | 藤村さおり  | 藤村さおり  | 千野志麻                              | 千野志麻                              | 千野志麻                              | （放送なし）                          | （放送なし）                           |
| 2004.4.7  | 2004.6.30  | （放送なし）                           | 島本真衣1                              | 石本沙織                               | 石本沙織                               | 石本沙織    | 福元英恵    | 中村仁美                              | 中村仁美                              | 長野翼                                | 長野翼                                | （放送なし）                           |
| 2004.7.7  | 2004.12.29 | （放送なし）                           | 高橋真麻                               | 斉藤舞子                               | 斉藤舞子                               | 斉藤舞子    | 倉田大誠    | 石本沙織                              | 石本沙織                              | 長野翼                                | 長野翼                                | （放送なし）                           |
| 2005.1.5  | 2005.6.29  | （放送なし）                           | 片山かおり1                            | 斉藤舞子                               | 斉藤舞子                               | 斉藤舞子    | 倉田大誠    | 石本沙織                              | 石本沙織                              | 長野翼                                | 長野翼                                | （放送なし）                           |
| 2005.7.6  | 2005.9.28  | （放送なし）                           | 大島由香里1                            | 斉藤舞子                               | 斉藤舞子                               | 斉藤舞子    | 藤村さおり  | 千野志麻                              | 千野志麻                              | 遠藤玲子                              | 遠藤玲子                              | （放送なし）                           |
| 2005.10.5 | 2005.12.28 | （放送なし）                           | 大島由香里1                            | 松尾紀子                               | 松尾紀子                               | 松尾紀子    | 平井理央    | 千野志麻                              | 千野志麻                              | 千野志麻                              | 千野志麻                              | （放送なし）                           |
| 2006.1.4  | 2006.3.29  | （放送なし）                           | 山崎江里子1                            | 松尾紀子                               | 松尾紀子                               | 松尾紀子    | 平井理央    | 千野志麻                              | 千野志麻                              | 千野志麻                              | 千野志麻                              | （放送なし）                           |
| 2006.4.5  | 2006.6.28  | （放送なし）                           | 山崎江里子1                            | 藤村さおり5                            | 藤村さおり5                            | 藤村さおり5 | 藤村さおり5 | 牧原俊幸 筒井櫻子 佐藤里佳            | 牧原俊幸 筒井櫻子 佐藤里佳            | 牧原俊幸 筒井櫻子 佐藤里佳            | 牧原俊幸 筒井櫻子 佐藤里佳            | （放送なし）                           |
| 2006.7.5  | 2006.9.27  | （放送なし）                           | 成嶋早穂1                              | 藤村さおり5                            | 藤村さおり5                            | 藤村さおり5 | 藤村さおり5 | 佐藤里佳 秋元優里 本田朋子 松尾翠     | 佐藤里佳 秋元優里 本田朋子 松尾翠     | 佐藤里佳 秋元優里 本田朋子 松尾翠     | 佐藤里佳 秋元優里 本田朋子 松尾翠     | （放送なし）                           |
| 2006.10.4 | 2006.12.27 | （放送なし）                           | 成嶋早穂1                              | 梅津弥英子5                            | 梅津弥英子5                            | 梅津弥英子5 | 梅津弥英子5 | 佐藤里佳 山本麻祐子 高橋真麻          | 佐藤里佳 山本麻祐子 高橋真麻          | 佐藤里佳 山本麻祐子 高橋真麻          | 佐藤里佳 山本麻祐子 高橋真麻          | （放送なし）                           |
| 2007.1.10 | 2007.6.27  | （放送なし）                           | 服部玲奈1                              | 梅津弥英子5                            | 梅津弥英子5                            | 梅津弥英子5 | 梅津弥英子5 | 佐藤里佳 山本麻祐子 高橋真麻          | 佐藤里佳 山本麻祐子 高橋真麻          | 佐藤里佳 山本麻祐子 高橋真麻          | 佐藤里佳 山本麻祐子 高橋真麻          | （放送なし）                           |
| 2007.7.4  | 2007.9.26  | （放送なし）                           | 内田敦子1                              | 梅津弥英子5                            | 梅津弥英子5                            | 梅津弥英子5 | 梅津弥英子5 | 佐藤里佳 山本麻祐子 高橋真麻 中村光宏 | 佐藤里佳 山本麻祐子 高橋真麻 中村光宏 | 佐藤里佳 山本麻祐子 高橋真麻 中村光宏 | 佐藤里佳 山本麻祐子 高橋真麻 中村光宏 | （放送なし）                           |
| 2007.10.3 | 2007.12.26 | （放送なし）                           | 内田敦子1                              | 梅津弥英子5                            | 梅津弥英子5                            | 梅津弥英子5 | 梅津弥英子5 | 桜庭亮平                              | 桜庭亮平                              | 桜庭亮平                              | 桜庭亮平                              | （放送なし）                           |
| 2008.1.9  | 2008.3.26  | （放送なし）                           | 広瀬麻知子1                            | 梅津弥英子5                            | 梅津弥英子5                            | 梅津弥英子5 | 梅津弥英子5 | 桜庭亮平                              | 桜庭亮平                              | 桜庭亮平                              | 桜庭亮平                              | （放送なし）                           |
| 2008.4.2  | 2008.6.25  | （放送なし）                           | 広瀬麻知子1                            | 梅津弥英子5                            | 梅津弥英子5                            | 梅津弥英子5 | 梅津弥英子5 | 佐藤里佳9                             | 佐藤里佳9                             | 佐藤里佳9                             | 佐藤里佳9                             | （放送なし）                           |
| 2008.7.2  | 2008.12.24 | （放送なし）                           | 上杉桜子1                              | 梅津弥英子5                            | 梅津弥英子5                            | 梅津弥英子5 | 梅津弥英子5 | 佐藤里佳9                             | 佐藤里佳9                             | 佐藤里佳9                             | 佐藤里佳9                             | （放送なし）                           |
| 2009.1.7  | 2009.3.25  | （放送なし）                           | 菊地舞美1                              | 梅津弥英子5                            | 梅津弥英子5                            | 梅津弥英子5 | 梅津弥英子5 | 榎並大二郎                            | 榎並大二郎                            | 佐藤里佳                              | 佐藤里佳                              | （放送なし）                           |
| 2009.4.1  | 2009.6.24  | （放送なし）                           | 菊地舞美1                              | 川野良子5                              | 川野良子5                              | 川野良子5   | 川野良子5   | 佐藤里佳9                             | 佐藤里佳9                             | 佐藤里佳9                             | 佐藤里佳9                             | （放送なし）                           |
| 2009.7.1  | 2009.12.23 | （放送なし）                           | 石井栞1                                | 川野良子5                              | 川野良子5                              | 川野良子5   | 川野良子5   | 佐藤里佳9                             | 佐藤里佳9                             | 佐藤里佳9                             | 佐藤里佳9                             | （放送なし）                           |
| 2010.1.6  | 2010.3.31  | （放送なし）                           | 比留川香1                              | 川野良子5                              | 川野良子5                              | 川野良子5   | 川野良子5   | 田代優美9                             | 田代優美9                             | 田代優美9                             | 田代優美9                             | （放送なし）                           |
| 2010.4.7  | 2010.6.30  | （放送なし）                           | （放送なし）                           | 比留川香1                              | 川野良子5                              | 川野良子5   | 川野良子5   | 高橋真麻6・9                          | 高橋真麻6・9                          | 高橋真麻6・9                          | 高橋真麻6・9                          | （放送なし）                           |
| 2010.7.7  | 2010.12.29 | （放送なし）                           | （放送なし）                           | 山口桃子1                              | 川野良子5                              | 川野良子5   | 川野良子5   | 高橋真麻6・9                          | 高橋真麻6・9                          | 高橋真麻6・9                          | 高橋真麻6・9                          | （放送なし）                           |
| 2011.1.5  | 2011.3.30  | （放送なし）                           | （放送なし）                           | 笹木香利1                              | 川野良子5                              | 川野良子5   | 川野良子5   | 高橋真麻6・9                          | 高橋真麻6・9                          | 高橋真麻6・9                          | 高橋真麻6・9                          | （放送なし）                           |
| 2011.4.6  | 2011.6.29  | （放送なし）                           | 笹木香利1                              | 笹木香利1                              | 吉崎典子5                              | 吉崎典子5   | 戸部洋子    | 高橋真麻6・9                          | 高橋真麻6・9                          | 高橋真麻6・9                          | 高橋真麻6・9                          | （放送なし）                           |
| 2011.7.6  | 2011.9.28  | （放送なし）                           | 中島芽生1                              | 中島芽生1                              | 吉崎典子5                              | 吉崎典子5   | 吉崎典子5   | 戸部洋子9                             | 戸部洋子9                             | 戸部洋子9                             | 戸部洋子9                             | （放送なし）                           |
| 2011.10.5 | 2012.1.25  | （放送なし）                           | 金井憧れ1                              | 金井憧れ1                              | 吉崎典子5                              | 吉崎典子5   | 吉崎典子5   | 松村未央9                             | 松村未央9                             | 松村未央9                             | 松村未央9                             | （放送なし）                           |
| 2012.2.1  | 2012.3.28  | （放送なし）                           | 湯浅知里1                              | 湯浅知里1                              | 吉崎典子5                              | 吉崎典子5   | 吉崎典子5   | 松村未央9                             | 松村未央9                             | 松村未央9                             | 松村未央9                             | （放送なし）                           |
| 2012.4.4  | 2012.6.27  | （放送なし）                           | 湯浅知里1                              | 湯浅知里1                              | 吉崎典子5                              | 吉崎典子5   | 吉崎典子5   | 斉藤舞子9                             | 斉藤舞子9                             | 斉藤舞子9                             | 斉藤舞子9                             | （放送なし）                           |
| 2012.7.4  | 2012.7.25  | （放送なし）                           | 湯浅知里1                              | 湯浅知里1                              | 久代萌美                               | 久代萌美    | 久代萌美    | 斉藤舞子9                             | 斉藤舞子9                             | 斉藤舞子9                             | 斉藤舞子9                             | （放送なし）                           |
| 2012.8.1  | 2012.9.26  | （放送なし）                           | 内田有紗1                              | 内田有紗1                              | 久代萌美                               | 久代萌美    | 久代萌美    | 斉藤舞子9                             | 斉藤舞子9                             | 斉藤舞子9                             | 斉藤舞子9                             | （放送なし）                           |
| 2012.10.3 | 2012.10.31 | （放送なし）                           | 内田有紗1                              | 内田有紗1                              | 秋元優里                               | 秋元優里    | 秋元優里    | 斉藤舞子9                             | 斉藤舞子9                             | 斉藤舞子9                             | 斉藤舞子9                             | （放送なし）                           |
| 2012.11.7 | 2013.1.30  | （放送なし）                           | 内田有紗1                              | 内田有紗1                              | 秋元優里                               | 秋元優里    | 秋元優里    | 谷岡慎一6                             | 谷岡慎一6                             | 谷岡慎一6                             | 谷岡慎一6                             | （放送なし）                           |
| 2013.2.6  | 2013.3.27  | （放送なし）                           | 畑下由佳1                              | 畑下由佳1                              | 秋元優里                               | 秋元優里    | 秋元優里    | 谷岡慎一6                             | 谷岡慎一6                             | 谷岡慎一6                             | 谷岡慎一6                             | （放送なし）                           |
| 2013.4.3  | 2013.5.29  | （放送なし）                           | 荒井美由起1                            | 荒井美由起1                            | 春日由実                               | 春日由実    | 春日由実    | 伊藤利尋6                             | 伊藤利尋6                             | 伊藤利尋6                             | 伊藤利尋6                             | （放送なし）                           |
| 2013.6.5  | 2013.6.26  | （放送なし）                           | 荒井美由起1                            | 荒井美由起1                            | 西山喜久恵                             | 西山喜久恵  | 西山喜久恵  | 伊藤利尋6                             | 伊藤利尋6                             | 伊藤利尋6                             | 伊藤利尋6                             | （放送なし）                           |
| 2013.7.3  | 2013.9.25  | （放送なし）                           | 荒井美由起1                            | 荒井美由起1                            | 西山喜久恵                             | 西山喜久恵  | 西山喜久恵  | 生田竜聖6・14                         | 生田竜聖6・14                         | 生田竜聖6・14                         | 生田竜聖6・14                         | （放送なし）                           |
| 2013.10.2 |            | （放送なし）                           | 居石友夏子1                            |                                        |                                        |             |             | 生田竜聖6・14                         | 生田竜聖6・14                         | 生田竜聖6・14                         | 生田竜聖6・14                         | （放送なし）                           |

| 木曜日    | 木曜日     | 木曜日                                 | 木曜日                                 | 木曜日                                 | 木曜日                                 | 木曜日         | 木曜日         | 木曜日                                           | 木曜日                                           | 木曜日                                           | 木曜日                                           | 木曜日                                 |
| 期間      | 期間       | 6                                      | 7〜10                                  | 10〜12                                 | 12〜13                                 | 13〜14         | 14〜18         | 18〜19                                           | 19〜22                                           | 22〜24                                           | 24〜25                                           | 25〜27                                 |
| --------- | ---------- | -------------------------------------- | -------------------------------------- | -------------------------------------- | -------------------------------------- | -------------- | -------------- | ------------------------------------------------ | ------------------------------------------------ | ------------------------------------------------ | ------------------------------------------------ | -------------------------------------- |
| 2000.12.7 | 2001.3.29  | （報道記者及びフリーキャスターが担当） | （報道記者及びフリーキャスターが担当） | （報道記者及びフリーキャスターが担当） | （報道記者及びフリーキャスターが担当） | 滝川クリステル | 滝川クリステル | 滝川クリステル                                   | 宇田麻衣子                                       | 宇田麻衣子                                       | 宇田麻衣子                                       | （報道記者及びフリーキャスターが担当） |
| 2001.4.5  | 2001.9.27  | （放送なし）                           | （放送なし）                           | （放送なし）                           | （放送なし）                           | 藤村さおり     | 藤村さおり     | 滝川クリステル                                   | 滝川クリステル                                   | 滝川クリステル                                   | （放送なし）                                     | （放送なし）                           |
| 2001.10.4 | 2002.3.28  | （放送なし）                           | （放送なし）                           | （放送なし）                           | （放送なし）                           | 藤村さおり     | 藤村さおり     | 島田彩夏                                         | 島田彩夏                                         | 島田彩夏                                         | （放送なし）                                     | （放送なし）                           |
| 2002.4.4  | 2002.9.26  | （放送なし）                           | （放送なし）                           | （放送なし）                           | （放送なし）                           | 向坂樹興       | 向坂樹興       | 相川梨絵                                         | 相川梨絵                                         | 相川梨絵                                         | （放送なし）                                     | （放送なし）                           |
| 2002.10.3 | 2003.3.27  | （放送なし）                           | （放送なし）                           | （放送なし）                           | （放送なし）                           | 高島彩         | 高島彩         | 中村仁美                                         | 中村仁美                                         | 中村仁美                                         | （放送なし）                                     | （放送なし）                           |
| 2003.4.3  | 2004.3.25  | （放送なし）                           | （放送なし）                           | （放送なし）                           | （放送なし）                           | 向坂樹興       | 向坂樹興       | 中村仁美                                         | 中村仁美                                         | 中村仁美                                         | （放送なし）                                     | （放送なし）                           |
| 2004.4.1  | 2004.6.24  | （放送なし）                           | 大谷香奈絵1                            | 藤村さおり                             | 藤村さおり                             | 藤村さおり     | 千野志麻       | 森本さやか                                       | 森本さやか                                       | 森本さやか                                       | 森本さやか                                       | （放送なし）                           |
| 2004.7.1  | 2004.12.23 | （放送なし）                           | 遠藤彩乃1                              | 藤村さおり                             | 藤村さおり                             | 藤村さおり     | 千野志麻       | 森本さやか                                       | 森本さやか                                       | 倉田大誠                                         | 倉田大誠                                         | （放送なし）                           |
| 2005.1.6  | 2005.6.30  | （放送なし）                           | 高橋万里恵1                            | 藤村さおり                             | 藤村さおり                             | 藤村さおり     | 千野志麻       | 森本さやか                                       | 森本さやか                                       | 倉田大誠                                         | 倉田大誠                                         | （放送なし）                           |
| 2005.7.7  | 2005.9.29  | （放送なし）                           | 原嶋菜津子1                            | 田代尚子                               | 田代尚子                               | 田代尚子       | 千野志麻       | 倉田大誠                                         | 倉田大誠                                         | 倉田大誠                                         | 倉田大誠                                         | （放送なし）                           |
| 2005.10.6 | 2005.12.29 | （放送なし）                           | 原嶋菜津子1                            | 阿部知代5                              | 阿部知代5                              | 阿部知代5      | 宮瀬茉祐子     | 遠藤玲子                                         | 遠藤玲子                                         | 遠藤玲子                                         | 遠藤玲子                                         | （放送なし）                           |
| 2006.1.5  | 2006.3.30  | （放送なし）                           | 佐藤真莉子1                            | 阿部知代5                              | 阿部知代5                              | 阿部知代5      | 宮瀬茉祐子     | 遠藤玲子                                         | 遠藤玲子                                         | 遠藤玲子                                         | 遠藤玲子                                         | （放送なし）                           |
| 2006.4.6  | 2006.6.29  | （放送なし）                           | 佐藤真莉子1                            | 阿部知代5                              | 阿部知代5                              | 阿部知代5      | 阿部知代5      | 安藤幸代2 藤城真木子2 大島由香里1                | 安藤幸代2 藤城真木子2 大島由香里1                | 安藤幸代2 藤城真木子2 大島由香里1                | 安藤幸代2 藤城真木子2 大島由香里1                | （放送なし）                           |
| 2006.7.6  | 2006.9.28  | （放送なし）                           | 石田浩子1                              | 阿部知代5                              | 阿部知代5                              | 阿部知代5      | 阿部知代5      | 安藤幸代2 藤城真木子2 大島由香里1                | 安藤幸代2 藤城真木子2 大島由香里1                | 安藤幸代2 藤城真木子2 大島由香里1                | 安藤幸代2 藤城真木子2 大島由香里1                | （放送なし）                           |
| 2006.10.5 | 2006.12.28 | （放送なし）                           | 石田浩子1                              | 阿部知代5                              | 阿部知代5                              | 阿部知代5      | 阿部知代5      | 藤村さおり 宮瀬茉祐子 本田朋子                   | 藤村さおり 宮瀬茉祐子 本田朋子                   | 藤村さおり 宮瀬茉祐子 本田朋子                   | 藤村さおり 宮瀬茉祐子 本田朋子                   | （放送なし）                           |
| 2007.1.4  | 2007.3.29  | （放送なし）                           | 布施礼子1                              | 阿部知代5                              | 阿部知代5                              | 阿部知代5      | 阿部知代5      | 藤村さおり 宮瀬茉祐子 本田朋子                   | 藤村さおり 宮瀬茉祐子 本田朋子                   | 藤村さおり 宮瀬茉祐子 本田朋子                   | 藤村さおり 宮瀬茉祐子 本田朋子                   | （放送なし）                           |
| 2007.4.5  | 2007.6.28  | （放送なし）                           | 布施礼子1                              | 阿部知代5                              | 阿部知代5                              | 阿部知代5      | 阿部知代5      | 山本麻祐子 倉田大誠6 高橋真麻 本田朋子           | 山本麻祐子 倉田大誠6 高橋真麻 本田朋子           | 山本麻祐子 倉田大誠6 高橋真麻 本田朋子           | 山本麻祐子 倉田大誠6 高橋真麻 本田朋子           | （放送なし）                           |
| 2007.7.5  | 2007.9.27  | （放送なし）                           | 望月麻央1                              | 阿部知代5                              | 阿部知代5                              | 阿部知代5      | 阿部知代5      | 山本麻祐子 高橋真麻 大島由香里 生野陽子 中村光宏 | 山本麻祐子 高橋真麻 大島由香里 生野陽子 中村光宏 | 山本麻祐子 高橋真麻 大島由香里 生野陽子 中村光宏 | 山本麻祐子 高橋真麻 大島由香里 生野陽子 中村光宏 | （放送なし）                           |
| 2007.10.4 | 2007.12.27 | （放送なし）                           | 望月麻央1                              | 阿部知代5                              | 阿部知代5                              | 阿部知代5      | 阿部知代5      | 山本麻祐子9                                      | 山本麻祐子9                                      | 山本麻祐子9                                      | 山本麻祐子9                                      | （放送なし）                           |
| 2008.1.10 | 2008.6.26  | （放送なし）                           | 堤友香1                                | 阿部知代5                              | 阿部知代5                              | 阿部知代5      | 阿部知代5      | 山本麻祐子9                                      | 山本麻祐子9                                      | 山本麻祐子9                                      | 山本麻祐子9                                      | （放送なし）                           |
| 2008.7.3  | 2008.9.25  | （放送なし）                           | 目黒佳那子1                            | 阿部知代5                              | 阿部知代5                              | 阿部知代5      | 阿部知代5      | 山本麻祐子9                                      | 山本麻祐子9                                      | 山本麻祐子9                                      | 山本麻祐子9                                      | （放送なし）                           |
| 2008.10.2 | 2008.12.25 | （放送なし）                           | 目黒佳那子1                            | 阿部知代5                              | 阿部知代5                              | 阿部知代5      | 阿部知代5      | 田代優美9                                        | 田代優美9                                        | 田代優美9                                        | 田代優美9                                        | （放送なし）                           |
| 2009.1.8  | 2009.6.25  | （放送なし）                           | 淵本恭子1                              | 阿部知代5                              | 阿部知代5                              | 阿部知代5      | 阿部知代5      | 田代優美9                                        | 田代優美9                                        | 田代優美9                                        | 田代優美9                                        | （放送なし）                           |
| 2009.7.2  | 2009.9.24  | （放送なし）                           | 北村花絵1                              | 阿部知代5                              | 阿部知代5                              | 阿部知代5      | 阿部知代5      | 田代優美9                                        | 田代優美9                                        | 田代優美9                                        | 田代優美9                                        | （放送なし）                           |
| 2009.10.1 | 2009.12.24 | （放送なし）                           | 北村花絵1                              | 阿部知代5                              | 阿部知代5                              | 阿部知代5      | 阿部知代5      | 高木広子9                                        | 高木広子9                                        | 高木広子9                                        | 高木広子9                                        | （放送なし）                           |
| 2010.1.7  | 2010.3.25  | （放送なし）                           | 志田菜々子1                            | 阿部知代5                              | 阿部知代5                              | 阿部知代5      | 阿部知代5      | 高木広子9                                        | 高木広子9                                        | 高木広子9                                        | 高木広子9                                        | （放送なし）                           |
| 2010.4.1  | 2010.6.24  | （放送なし）                           | （放送なし）                           | 佐野晴香1                              | 梅津弥英子5                            | 梅津弥英子5    | 梅津弥英子5    | 高木広子9                                        | 高木広子9                                        | 高木広子9                                        | 高木広子9                                        | （放送なし）                           |
| 2010.7.1  | 2010.9.30  | （放送なし）                           | （放送なし）                           | 高橋春花1                              | 梅津弥英子5                            | 梅津弥英子5    | 梅津弥英子5    | 高木広子9                                        | 高木広子9                                        | 高木広子9                                        | 高木広子9                                        | （放送なし）                           |
| 2010.10.7 | 2010.11.25 | （放送なし）                           | （放送なし）                           | 高橋春花1                              | 春日由実5                              | 春日由実5      | 春日由実5      | 阿部知代9                                        | 阿部知代9                                        | 阿部知代9                                        | 阿部知代9                                        | （放送なし）                           |
| 2010.12.2 | 2011.1.27  | （放送なし）                           | （放送なし）                           | 高橋春花1                              | 梅津弥英子5                            | 梅津弥英子5    | 梅津弥英子5    | 阿部知代9                                        | 阿部知代9                                        | 阿部知代9                                        | 阿部知代9                                        | （放送なし）                           |
| 2011.2.3  | 2011.3.31  | （放送なし）                           | （放送なし）                           | 郡司恭子1                              | 梅津弥英子5                            | 梅津弥英子5    | 梅津弥英子5    | 阿部知代9                                        | 阿部知代9                                        | 阿部知代9                                        | 阿部知代9                                        | （放送なし）                           |
| 2011.4.7  | 2011.6.30  | （放送なし）                           | 郡司恭子1                              | 郡司恭子1                              | 川野良子5                              | 川野良子5      | 川野良子5      | 阿部知代9                                        | 阿部知代9                                        | 阿部知代9                                        | 阿部知代9                                        | （放送なし）                           |
| 2011.7.7  | 2012.1.26  | （放送なし）                           | 岸野文絵1                              | 岸野文絵1                              | 川野良子5                              | 川野良子5      | 川野良子5      | 阿部知代9                                        | 阿部知代9                                        | 阿部知代9                                        | 阿部知代9                                        | （放送なし）                           |
| 2012.2.2  | 2012.7.26  | （放送なし）                           | 保里小百合1                            | 保里小百合1                            | 川野良子5                              | 川野良子5      | 川野良子5      | 阿部知代9                                        | 阿部知代9                                        | 阿部知代9                                        | 阿部知代9                                        | （放送なし）                           |
| 2012.8.2  | 2012.11.29 | （放送なし）                           | 大垣舞1                                | 大垣舞1                                | 川野良子5                              | 川野良子5      | 川野良子5      | 立本信吾6・9                                     | 立本信吾6・9                                     | 立本信吾6・9                                     | 立本信吾6・9                                     | （放送なし）                           |
| 2012.12.6 | 2013.1.31  | （放送なし）                           | 大垣舞1                                | 大垣舞1                                | 生田竜聖13                             | 生田竜聖13     | 生田竜聖13     | 立本信吾6・9                                     | 立本信吾6・9                                     | 立本信吾6・9                                     | 立本信吾6・9                                     | （放送なし）                           |
| 2013.2.7  | 2013.3.28  | （放送なし）                           | 畑山弥保1                              | 畑山弥保1                              | 生田竜聖13                             | 生田竜聖13     | 生田竜聖13     | 立本信吾6・9                                     | 立本信吾6・9                                     | 立本信吾6・9                                     | 立本信吾6・9                                     | （放送なし）                           |
| 2013.4.4  | 2013.5.30  | （放送なし）                           | 畑山弥保1                              | 畑山弥保1                              | 生田竜聖13                             | 生田竜聖13     | 生田竜聖13     | 秋元優里6                                        | 秋元優里6                                        | 秋元優里6                                        | 秋元優里6                                        | （放送なし）                           |
| 2013.6.6  | 2013.6.27  | （放送なし）                           | 畑山弥保1                              | 畑山弥保1                              | 生田竜聖6                              | 生田竜聖6      | 生田竜聖6      | 生田竜聖6                                        | 生田竜聖6                                        | 生田竜聖6                                        | 生田竜聖6                                        | （放送なし）                           |
| 2013.7.4  | 2013.9.26  | （放送なし）                           | 畑山弥保1                              | 畑山弥保1                              | 生田竜聖                               | 生田竜聖       | 生田竜聖       | 福永一茂6 鈴木芳彦6                              | 福永一茂6 鈴木芳彦6                              | 福永一茂6 鈴木芳彦6                              | 福永一茂6 鈴木芳彦6                              | （放送なし）                           |
| 2013.10.3 |            | （放送なし）                           | 山田沙耶1                              | 山田沙耶1                              | 生田竜聖                               | 生田竜聖       | 生田竜聖       | 福永一茂6 鈴木芳彦6                              | 福永一茂6 鈴木芳彦6                              | 福永一茂6 鈴木芳彦6                              | 福永一茂6 鈴木芳彦6                              | （放送なし）                           |

| 金曜日    | 金曜日     | 金曜日                                 | 金曜日                                 | 金曜日                                 | 金曜日                                 | 金曜日              | 金曜日              | 金曜日                            | 金曜日                            | 金曜日                            | 金曜日                            | 金曜日                                 |
| 期間      | 期間       | 6                                      | 7〜10                                  | 10〜12                                 | 12〜13                                 | 13〜14              | 14〜18              | 18〜19                            | 19〜22                            | 22〜24                            | 24〜25                            | 25〜27                                 |
| --------- | ---------- | -------------------------------------- | -------------------------------------- | -------------------------------------- | -------------------------------------- | ------------------- | ------------------- | --------------------------------- | --------------------------------- | --------------------------------- | --------------------------------- | -------------------------------------- |
| 2000.12.1 | 2001.3.30  | （報道記者及びフリーキャスターが担当） | （報道記者及びフリーキャスターが担当） | （報道記者及びフリーキャスターが担当） | （報道記者及びフリーキャスターが担当） | 相川梨絵            | 相川梨絵            | 相川梨絵                          | 深澤里奈                          | 深澤里奈                          | 深澤里奈                          | （報道記者及びフリーキャスターが担当） |
| 2001.4.6  | 2001.9.28  | （放送なし）                           | （放送なし）                           | （放送なし）                           | （放送なし）                           | 相川梨絵            | 相川梨絵            | 安藤幸代                          | 安藤幸代                          | 安藤幸代                          | （放送なし）                      | （放送なし）                           |
| 2001.10.5 | 2002.3.29  | （放送なし）                           | （放送なし）                           | （放送なし）                           | （放送なし）                           | 滝川クリステル      | 滝川クリステル      | 高島彩                            | 高島彩                            | 高島彩                            | （放送なし）                      | （放送なし）                           |
| 2002.4.5  | 2002.9.27  | 梅津弥英子                             | 梅津弥英子                             | （放送なし）                           | （放送なし）                           | 滝川クリステル      | 滝川クリステル      | 高島彩                            | 高島彩                            | 高島彩                            | （放送なし）                      | （放送なし）                           |
| 2002.10.4 | 2003.3.28  | 渡邉卓哉                               | 渡邉卓哉                               | （放送なし）                           | （放送なし）                           | 佐藤里佳            | 佐藤里佳            | 森本さやか                        | 森本さやか                        | 森本さやか                        | （放送なし）                      | （放送なし）                           |
| 2003.4.4  | 2004.3.26  | 渡邉卓哉                               | 渡邉卓哉                               | （放送なし）                           | （放送なし）                           | 深澤里奈            | 深澤里奈            | 政井マヤ                          | 政井マヤ                          | 政井マヤ                          | （放送なし）                      | （放送なし）                           |
| 2004.4.2  | 2004.6.25  | （放送なし）                           | 石本沙織4                              | 阿部知代                               | 阿部知代                               | 阿部知代            | 戸部洋子            | 戸部洋子                          | 戸部洋子                          | 田中大貴                          | 田中大貴                          | （放送なし）                           |
| 2004.7.2  | 2004.9.24  | （放送なし）                           | 奥田咲希1                              | 阿部知代                               | 阿部知代                               | 阿部知代            | 戸部洋子            | 戸部洋子                          | 戸部洋子                          | 渡邉卓哉                          | 渡邉卓哉                          | （放送なし）                           |
| 2004.10.1 | 2004.12.24 | （放送なし）                           | 奥田咲希1                              | 松尾紀子                               | 松尾紀子                               | 松尾紀子            | 斉藤舞子            | 戸部洋子                          | 戸部洋子                          | 渡邉卓哉                          | 渡邉卓哉                          | （放送なし）                           |
| 2005.1.7  | 2005.3.25  | （放送なし）                           | 高橋真麻4                              | 松尾紀子                               | 松尾紀子                               | 松尾紀子            | 斉藤舞子            | 戸部洋子                          | 戸部洋子                          | 渡邉卓哉                          | 渡邉卓哉                          | （放送なし）                           |
| 2005.4.1  | 2005.8.26  | （放送なし）                           | 高橋真麻4                              | 松尾紀子                               | 松尾紀子                               | 松尾紀子            | 佐藤里佳            | 斉藤舞子                          | 斉藤舞子                          | 斉藤舞子                          | 斉藤舞子                          | （放送なし）                           |
| 2005.9.2  | 2005.9.30  | （放送なし）                           | 高橋真麻4                              | 木幡美子                               | 木幡美子                               | 木幡美子            | 佐藤里佳            | 田淵裕章                          | 田淵裕章                          | 田淵裕章                          | 田淵裕章                          | （放送なし）                           |
| 2005.10.7 | 2006.3.31  | （放送なし）                           | 高橋真麻4                              | 松尾紀子5                              | 松尾紀子5                              | 松尾紀子5           | 佐藤里佳            | 田淵裕章                          | 田淵裕章                          | 田淵裕章                          | 田淵裕章                          | （放送なし）                           |
| 2006.4.7  | 2006.6.30  | （放送なし）                           | 高橋真麻4                              | 松尾紀子5 川野良子                     | 松尾紀子5 川野良子                     | 松尾紀子5 川野良子  | 松尾紀子5 川野良子  | 田中大貴 田淵裕章 福永一茂        | 田中大貴 田淵裕章 福永一茂        | 田中大貴 田淵裕章 福永一茂        | 田中大貴 田淵裕章 福永一茂        | （放送なし）                           |
| 2006.7.7  | 2006.9.29  | （放送なし）                           | 高橋真麻4                              | 松尾紀子5 川野良子                     | 松尾紀子5 川野良子                     | 松尾紀子5 川野良子  | 松尾紀子5 川野良子  | 田中大貴 田淵裕章 小穴浩司        | 田中大貴 田淵裕章 小穴浩司        | 田中大貴 田淵裕章 小穴浩司        | 田中大貴 田淵裕章 小穴浩司        | （放送なし）                           |
| 2006.10.6 | 2007.2.23  | （放送なし）                           | 松尾翠4                                | 松尾紀子5 川野良子                     | 松尾紀子5 川野良子                     | 松尾紀子5 川野良子  | 松尾紀子5 川野良子  | 安藤幸代2 藤城真木子2 大島由香里1 | 安藤幸代2 藤城真木子2 大島由香里1 | 安藤幸代2 藤城真木子2 大島由香里1 | 安藤幸代2 藤城真木子2 大島由香里1 | （放送なし）                           |
| 2007.3.2  | 2007.3.30  | （放送なし）                           | 松尾翠4                                | 松尾紀子5 川野良子                     | 松尾紀子5 川野良子                     | 松尾紀子5 川野良子  | 松尾紀子5 川野良子  | 藤城真木子2 岡田友香2             | 藤城真木子2 岡田友香2             | 藤城真木子2 岡田友香2             | 藤城真木子2 岡田友香2             | （放送なし）                           |
| 2007.4.6  | 2008.3.28  | （放送なし）                           | 川野良子                               | 松尾紀子5                              | 松尾紀子5                              | 松尾紀子5           | 松尾紀子5           | 藤城真木子2 岡田友香2             | 藤城真木子2 岡田友香2             | 藤城真木子2 岡田友香2             | 藤城真木子2 岡田友香2             | （放送なし）                           |
| 2008.4.4  | 2008.9.26  | （放送なし）                           | 川野良子                               | 松尾紀子5                              | 松尾紀子5                              | 松尾紀子5           | 松尾紀子5           | 岡田友香                          | 岡田友香                          | 岡田友香                          | 岡田友香                          | （放送なし）                           |
| 2008.10.3 | 2008.12.26 | （放送なし）                           | 松尾紀子 川野良子 松尾翠4 加藤綾子4    | 松尾紀子5 川野良子5                    | 松尾紀子5 川野良子5                    | 松尾紀子5 川野良子5 | 松尾紀子5 川野良子5 | 岡田友香                          | 岡田友香                          | 岡田友香                          | 岡田友香                          | （放送なし）                           |
| 2009.1.9  | 2009.3.27  | （放送なし）                           | 松尾紀子 川野良子 松尾翠4 加藤綾子4    | 松尾紀子5 川野良子5                    | 松尾紀子5 川野良子5                    | 松尾紀子5 川野良子5 | 松尾紀子5 川野良子5 | 山本麻祐子9                       | 山本麻祐子9                       | 山本麻祐子9                       | 山本麻祐子9                       | （放送なし）                           |
| 2009.4.3  | 2010.3.26  | （放送なし）                           | 川野良子                               | 佐藤里佳5                              | 佐藤里佳5                              | 佐藤里佳5           | 佐藤里佳5           | 山本麻祐子9                       | 山本麻祐子9                       | 山本麻祐子9                       | 山本麻祐子9                       | （放送なし）                           |
| 2010.4.2  | 2010.6.25  | （放送なし）                           | （放送なし）                           | 大島由香里                             | 佐藤里佳5                              | 佐藤里佳5           | 佐藤里佳5           | 阿部知代6・9                      | 阿部知代6・9                      | 阿部知代6・9                      | 阿部知代6・9                      | （放送なし）                           |
| 2010.7.2  | 2010.9.24  | （放送なし）                           | （放送なし）                           | 大島由香里5                            | 大島由香里5                            | 大島由香里5         | 大島由香里5         | 阿部知代6・9                      | 阿部知代6・9                      | 阿部知代6・9                      | 阿部知代6・9                      | （放送なし）                           |
| 2010.10.1 | 2010.11.26 | （放送なし）                           | （放送なし）                           | 大島由香里5                            | 大島由香里5                            | 大島由香里5         | 大島由香里5         | 鈴木芳彦6                         | 鈴木芳彦6                         | 鈴木芳彦6                         | 鈴木芳彦6                         | （放送なし）                           |
| 2010.12.3 | 2011.3.25  | （放送なし）                           | （放送なし）                           | 大島由香里5                            | 大島由香里5                            | 大島由香里5         | 大島由香里5         | 木下康太郎6                       | 木下康太郎6                       | 木下康太郎6                       | 木下康太郎6                       | （放送なし）                           |
| 2011.4.1  | 2011.9.30  | （放送なし）                           | 松村未央4 細貝沙羅                     | 松村未央4 細貝沙羅                     | 藤村さおり5                            | 藤村さおり5         | 藤村さおり5         | 木下康太郎6                       | 木下康太郎6                       | 木下康太郎6                       | 木下康太郎6                       | （放送なし）                           |
| 2011.10.7 | 2012.3.30  | （放送なし）                           | 三田友梨佳4                            | 三田友梨佳4                            | 藤村さおり5                            | 藤村さおり5         | 藤村さおり5         | 戸部洋子9                         | 戸部洋子9                         | 戸部洋子9                         | 戸部洋子9                         | （放送なし）                           |
| 2012.4.6  | 2012.5.26  | （放送なし）                           | 竹内友佳4                              | 竹内友佳4                              | 佐々木恭子                             | 佐々木恭子          | 佐々木恭子          | 戸部洋子9                         | 戸部洋子9                         | 戸部洋子9                         | 戸部洋子9                         | （放送なし）                           |
| 2012.6.1  | 2012.6.29  | （放送なし）                           | 竹内友佳4                              | 竹内友佳4                              | 川野良子                               | 川野良子            | 川野良子            | 戸部洋子9                         | 戸部洋子9                         | 戸部洋子9                         | 戸部洋子9                         | （放送なし）                           |
| 2012.7.6  | 2012.7.27  | （放送なし）                           | 竹内友佳4                              | 竹内友佳4                              | 酒主義久                               | 酒主義久            | 酒主義久            | 戸部洋子9                         | 戸部洋子9                         | 戸部洋子9                         | 戸部洋子9                         | （放送なし）                           |
| 2012.8.3  | 2012.9.28  | （放送なし）                           | 竹内友佳4 久代萌美10                   | 酒主義久                               | 酒主義久                               | 酒主義久            | 酒主義久            | 戸部洋子9                         | 戸部洋子9                         | 戸部洋子9                         | 戸部洋子9                         | （放送なし）                           |
| 2012.10.5 | 2013.3.29  | （放送なし）                           | 梅津弥英子 松尾翠4                     | 梅津弥英子 松尾翠4                     | 梅津弥英子                             | 梅津弥英子          | 梅津弥英子          | 木下康太郎6                       | 木下康太郎6                       | 木下康太郎6                       | 木下康太郎6                       | （放送なし）                           |
| 2013.4.5  | 2013.6.28  | （放送なし）                           | 松尾翠4                                | 戸部洋子                               | 戸部洋子                               | 戸部洋子            | 戸部洋子            | 谷岡慎一6                         | 谷岡慎一6                         | 谷岡慎一6                         | 谷岡慎一6                         | （放送なし）                           |
| 2013.7.5  | 2013.8.30  | （放送なし）                           | 松尾翠4                                | 戸部洋子                               | 戸部洋子                               | 戸部洋子            | 戸部洋子            | 福原直英6                         | 福原直英6                         | 福原直英6                         | 福原直英6                         | （放送なし）                           |
| 2013.9.6  | 2013.9.27  | （放送なし）                           | 松尾翠4                                | 戸部洋子                               | 戸部洋子                               | 戸部洋子            | 戸部洋子            | （シフト勤務）                    | （シフト勤務）                    | （シフト勤務）                    | （シフト勤務）                    | （放送なし）                           |
| 2013.10.4 |            | （放送なし）                           | 三上真奈4                              | 三上真奈4                              | 戸部洋子                               | 戸部洋子            | 戸部洋子            | （シフト勤務）                    | （シフト勤務）                    | （シフト勤務）                    | （シフト勤務）                    | （放送なし）                           |

| 土曜日・日曜日 | 土曜日・日曜日 | 土曜日・日曜日                      | 土曜日・日曜日                         | 土曜日・日曜日                         | 土曜日・日曜日        | 土曜日・日曜日         | 土曜日・日曜日        |
| 期間           | 期間           | 土曜日                              | 土曜日                                 | 土曜日                                 | 日曜日                | 日曜日                 | 日曜日                |
| 期間           | 期間           | 朝                                  | 昼                                     | 夜                                     | 朝                    | 昼                     | 夜                    |
| -------------- | -------------- | ----------------------------------- | -------------------------------------- | -------------------------------------- | --------------------- | ---------------------- | --------------------- |
| 2000.12.2      | 2001.4.1       | 長坂哲夫 竹下陽平 西岡孝洋 八馬淳也 | （報道記者及びフリーキャスターが担当） | （報道記者及びフリーキャスターが担当） | 野島卓                | 野島卓 千野志麻        | 千野志麻              |
| 2001.4.7       | 2002.3.31      | 智田裕一                            | （放送なし）                           | （放送なし）                           | 野島卓                | （放送なし）           | （放送なし）          |
| 2002.4.6       | 2003.3.30      | （放送なし）                        | （放送なし）                           | （放送なし）                           | 渡辺和洋              | （放送なし）           | （放送なし）          |
| 2003.4.5       | 2003.9.28      | （放送なし）                        | （放送なし）                           | （放送なし）                           | 千野志麻              | （放送なし）           | （放送なし）          |
| 2003.10.4      | 2004.3.28      | 村瀬美希3 村上知奈美3               | 村瀬美希3 村上知奈美3                  | 村瀬美希3 村上知奈美3                  | 村瀬美希3 村上知奈美3 | 村瀬美希3 村上知奈美3  | 村瀬美希3 村上知奈美3 |
| 2004.4.3       | 2005.3.27      | 三浦聡子3 金井亜佐子3               | 三浦聡子3 金井亜佐子3                  | 三浦聡子3 金井亜佐子3                  | 三浦聡子3 金井亜佐子3 | 三浦聡子3 金井亜佐子3  | 三浦聡子3 金井亜佐子3 |
| 2005.4.2       | 2007.3.31      | 金井亜佐子3 中澤麗華3               | 金井亜佐子3 中澤麗華3                  | 金井亜佐子3 中澤麗華3                  | 金井亜佐子3 中澤麗華3 | 金井亜佐子3 中澤麗華3  | 金井亜佐子3 中澤麗華3 |
| 2007.4.1       | 2008.3.30      | 中澤麗華3 青山絵美3                 | 中澤麗華3 青山絵美3                    | 中澤麗華3 青山絵美3                    | 中澤麗華3 青山絵美3   | 中澤麗華3 青山絵美3    | 中澤麗華3 青山絵美3   |
| 2008.4.5       | 2008.9.28      | （放送なし）                        | 田代優美8                              | 桜庭亮平8                              | （放送なし）          | 高橋真麻8              | 塚越孝8               |
| 2008.10.4      | 2009.3.29      | （放送なし）                        | 田代優美8                              | 秋元優里                               | （放送なし）          | 高橋真麻8              | 塚越孝8               |
| 2009.4.4       | 2011.3.27      | （放送なし）                        | 田代優美8                              | 榎並大二郎7                            | （放送なし）          | 高橋真麻8              | 塚越孝8               |
| 2011.4.2       | 2011.6.26      | （放送なし）                        | 田代優美8                              | 桜庭亮平8                              | （放送なし）          | 高橋真麻8              | 塚越孝8               |
| 2011.7.2       | 2011.9.25      | （放送なし）                        | （シフト勤務）                         | 桜庭亮平8                              | （放送なし）          | （シフト勤務）         | （シフト勤務）        |
| 2011.10.1      | 2012.3.31      | （放送なし）                        | 細貝沙羅6・8                           | 桜庭亮平8                              | （放送なし）          | 山﨑夕貴8              | 野島卓7               |
| 2012.4.1       | 2012.7.29      | （放送なし）                        | 細貝沙羅6・8                           | 桜庭亮平8                              | （放送なし）          | （シフト勤務）8        | 野島卓7 石本沙織7     |
| 2012.8.4       | 2012.9.30      | （放送なし）                        | 細貝沙羅6・8                           | 桜庭亮平8                              | （放送なし）          | 宮澤智8                | 石本沙織7             |
| 2012.10.6      | 2012.10.28     | （放送なし）                        | 細貝沙羅6・8                           | 桜庭亮平8                              | （放送なし）          | 宮澤智8                | 秋元優里7             |
| 2012.11.3      | 2012.12.29     | （放送なし）                        | 細貝沙羅6・8                           | 桜庭亮平8                              | （放送なし）          | 福井慶仁7・12 宮澤智8  | 秋元優里7             |
| 2013.1.5       | 2013.3.31      | （放送なし）                        | 細貝沙羅6・8                           | 桜庭亮平8                              | （放送なし）          | 松尾翠8 福井慶仁7・12  | 秋元優里7             |
| 2013.4.6       | 2013.6.30      | （放送なし）                        | 細貝沙羅6・8                           | 桜庭亮平8                              | （放送なし）          | 松尾翠8 山中章子12     | 福井慶仁7             |
| 2013.7.6       | 2013.9.29      | （放送なし）                        | 細貝沙羅6・8                           | 桜庭亮平8                              | （放送なし）          | 山中章子12 内田嶺衣奈8 | 福井慶仁7             |
| 2013.10.5      |                | （放送なし）                        | 細貝沙羅6・8                           | 桜庭亮平8                              | （放送なし）          | 山中章子12 三上真奈8   | 福井慶仁7             |

担当者が複数いる時間帯は、交代で担当。開始初期から数年の間は担当者が固定されず、各アナウンサーの持ち回りで担当していた。
- 1 担当当時は学生キャスター（詳細は過去の学生キャスターの節を参照）
- 2 担当当時は共同テレビジョン所属のアナウンサー
- 3 担当当時はセント・フォース所属のフリーアナウンサー
- 特記のないものは、担当当時はフジテレビアナウンサー

また、各キャスターは、以下の番組と兼務していた。
- 4 『めざにゅ〜』と兼務
- 5 2012年3月まで、昼の『FNNレインボー発』と兼務
- 6 夜の『FNNレインボー発』と兼務（細貝は2013.10より、不定期で兼務）
- 7 『FNNスーパーニュースWEEKEND』と兼務（榎並はスポーツキャスター）
- 8 『FNNスーパーニュースWEEKEND』のナレーションと兼務（細貝は2012年夏頃[いつ?]より）
- 9 2008年4月から2012年9月までは、『ニュースJAPAN』のナレーションと兼務（松尾翠は不定期で担当。また、吉崎も2012年3月までは不定期で担当）
- 10 『めざましテレビ』と兼務
- 11 『FNNスーパーニュース』と兼務
- 12 『産経テレニュースFNN』と兼務
- 13 『ノンストップ!』と兼務
- 14 2013年9月まで『森田一義アワー 笑っていいとも!』と兼務

通常のニュース以外に、2006年4月から2008年3月までの間、月曜・金曜の7時台に気象予報士の資格を有する田代優美アナウンサーによる天気予報が放送されていた。

## シフト勤務時における担当状況
基本的に曜日・時間帯別に担当キャスターは決められているが、人事異動や他番組との兼ね合いなどから、週末を中心にシフト勤務となる時期がある。今までにシフト勤務となった時期は、2011年7月 - 9月の月曜・土曜の昼と日曜の終日、2012年4月 - 7月の日曜昼、2013年9月からの金曜夜である。シフト勤務は、フジテレビアナウンサーが交代で担当する。
| 2011年7月 - 2011年9月のシフト勤務時担当状況 | 2011年7月 - 2011年9月のシフト勤務時担当状況 | 2011年7月 - 2011年9月のシフト勤務時担当状況 | 2011年7月 - 2011年9月のシフト勤務時担当状況 | 2011年7月 - 2011年9月のシフト勤務時担当状況 | 2011年7月 - 2011年9月のシフト勤務時担当状況 | 2011年7月 - 2011年9月のシフト勤務時担当状況 | 2011年7月 - 2011年9月のシフト勤務時担当状況 |
| 期間                                        | 期間                                        | 月曜昼                                      | 月曜昼                                      | 土曜昼                                      | 土曜昼                                      | 日曜昼                                      | 日曜夜                                      |
| ------------------------------------------- | ------------------------------------------- | ------------------------------------------- | ------------------------------------------- | ------------------------------------------- | ------------------------------------------- | ------------------------------------------- | ------------------------------------------- |
| 2011.7.4                                    | 2011.7.10                                   | 田代尚子1                                   | 田代尚子1                                   | 川野良子2                                   | 川野良子2                                   | 山中章子2                                   | 山中章子2                                   |
| 2011.7.11                                   | 2011.7.17                                   | 松尾紀子1                                   | 三田友梨佳                                  | 高木広子2                                   | 高木広子2                                   | 松尾紀子2                                   | 野島卓4                                     |
| 2011.7.18                                   | 2011.7.24                                   | 松尾紀子1                                   | 松尾紀子1                                   | 藤村さおり3                                 | 山本麻祐子2                                 | 山中章子                                    | 山中章子                                    |
| 2011.7.25                                   | 2011.7.31                                   | 川野良子1                                   | 川野良子1                                   | 吉崎典子2                                   | 吉崎典子2                                   | 阿部知代2                                   | 野島卓4                                     |
| 2011.8.1                                    | 2011.8.7                                    | 西山喜久恵1                                 | 西山喜久恵1                                 | 高木広子2                                   | 高木広子2                                   | 川野良子2                                   | 野島卓4                                     |
| 2011.8.8                                    | 2011.8.14                                   | 島田彩夏1・3                                | 竹内友佳                                    | 藤村さおり3                                 | 松尾紀子2                                   | 吉崎典子2                                   | 野島卓4                                     |
| 2011.8.15                                   | 2011.8.21                                   | 松尾紀子1                                   | 松尾紀子1                                   | 山中章子2                                   | 山中章子2                                   | 阿部知代2                                   | 野島卓4                                     |
| 2011.8.22                                   | 2011.8.28                                   | 戸部洋子1                                   | 戸部洋子1                                   | 山本麻祐子2                                 | 山本麻祐子2                                 | 藤村さおり2                                 | 野島卓4                                     |
| 2011.8.29                                   | 2011.9.4                                    | 西山喜久恵1                                 | 西山喜久恵1                                 | 山本麻祐子2                                 | 山本麻祐子2                                 | 川野良子2                                   | 川野良子2                                   |
| 2011.9.5                                    | 2011.9.11                                   | 戸部洋子1                                   | 戸部洋子1                                   | 山本麻祐子2                                 | 山本麻祐子2                                 | 吉崎典子2                                   | 野島卓4                                     |
| 2011.9.12                                   | 2011.9.18                                   | 戸部洋子1                                   | 戸部洋子1                                   | 山中章子2                                   | 山中章子2                                   | 川野良子2                                   | 野島卓4                                     |
| 2011.9.19                                   | 2011.9.25                                   | 西山喜久恵1                                 | 西山喜久恵1                                 | 竹内友佳                                    | 竹内友佳                                    | 松尾紀子2                                   | 野島卓4                                     |
| 2011.9.26                                   | 2011.10.2                                   | 川野良子1                                   | 川野良子1                                   | （秋期改編につき、通常シフト）              | （秋期改編につき、通常シフト）              | （秋期改編につき、通常シフト）              | （秋期改編につき、通常シフト）              |

| 2012年4月 - 2012年7月のシフト勤務時担当状況 | 2012年4月 - 2012年7月のシフト勤務時担当状況 |
| 年月日                                      | 日曜昼                                      |
| ------------------------------------------- | ------------------------------------------- |
| 2012.4.1                                    | 石本沙織4                                   |
| 2012.4.8                                    | 川野良子2                                   |
| 2012.4.15                                   | 竹内友佳2                                   |
| 2012.4.22                                   | 春日由実2                                   |
| 2012.4.29                                   | 阿部知代2                                   |
| 2012.5.6                                    | 春日由実2                                   |
| 2012.5.13                                   | 西山喜久恵2                                 |
| 2012.5.20                                   | 山中章子2                                   |
| 2012.5.27                                   | 生田竜聖                                    |
| 2012.6.3                                    | 松尾紀子2                                   |
| 2012.6.10                                   | 川野良子2                                   |
| 2012.6.17                                   | 西山喜久恵2                                 |
| 2012.6.24                                   | 春日由実2                                   |
| 2012.7.1                                    | 戸部洋子2                                   |
| 2012.7.8                                    | 山中章子2                                   |
| 2012.7.15                                   | 久代萌美 酒主義久                           |
| 2012.7.22                                   | 細貝沙羅                                    |
| 2012.7.29                                   | 春日由実2                                   |

| 2013年9月 - のシフト勤務時担当状況 | 2013年9月 - のシフト勤務時担当状況 |
| 年月日                             | 金曜夜5                            |
| ---------------------------------- | ---------------------------------- |
| 2013.9.6                           | 酒主義久                           |
| 2013.9.13                          | 酒主義久                           |
| 2013.9.20                          | 伊藤利尋                           |
| 2013.9.27                          | 渡辺和洋                           |
| 2013.10.4                          | 斉藤舞子                           |
| 2013.10.11                         | 野島卓                             |
| 2013.10.18                         | 斉藤舞子                           |

全員がフジテレビアナウンサー。
各キャスターは、以下の地上波の番組と兼務した。
- 1 14:05からの『レインボー発』と兼務。
- 2 『FNNスーパーニュースWEEKEND』のナレーションと兼務。
- 3 『FNNスピーク』と兼務。
- 4 『FNNスーパーニュースWEEKEND』のキャスターと兼務。
- 5 20:54からの『FNNレインボー発』と兼務。

## 歴代学生キャスター
（）内は勤務局。☆は現在フリーアナウンサー、タレント。
- 1期（2001年8月 - 12月）：児玉美保（☆）・田巻佑規子（テレビ新潟）
- 2期（2002年1月 - 6月）：伊藤陽子・高野麻里子
- 3期（2002年7月 - 12月）：守本奈実（NHK）・武藤乃子（☆）・酒井加奈子
- 4期（2003年1月 - 7月）：森田雪（☆）・佐是宏枝・尾崎朋美（☆）
- 5期
- 6期：島本真衣（テレビ朝日）・ 大谷香奈絵（長野放送）・南河沙織
- 7期：我妻絵美（☆）・遠藤彩乃・奥田咲希
- 8期：後藤裕美（FM群馬）・片山かおり・高橋万里恵（☆）
- 9期：原嶋奈津子・中込真理子（☆）・大島由香里（☆、元フジテレビ）
- 10期（2006年1月 - 7月）：寺門亜衣子（NHK）・山崎江里子・佐藤真莉子（NHK記者職）
- 11期（2006年7月 - 2007年1月）：掛貝梨紗（☆）・成嶋早穂（☆）・石田浩子（☆、元千葉テレビ放送）
- 12期（2007年1月 - 7月）：今井美希・服部玲奈・布施礼子
- 13期（2007年7月 - 2008年1月）：鷲尾春果（☆）・内田敦子（☆）・望月麻央
- 14期（2008年1月 - 7月）：西尾知亜紀（北陸放送）・広瀬麻知子（元静岡朝日テレビ）・堤友香（☆）
- 15期（2008年7月 - 2009年1月）：若林理紗（☆）・上杉桜子（☆）・目黒佳那子
- 16期（2009年1月 - 7月）：宇野愛・菊地舞美（☆）・淵本恭子（岡山放送）
- 17期（2009年7月 - 2010年1月）：石井栞（☆、元北海道文化放送）・徳重杏奈（元名古屋テレビ放送）・北村花絵（テレビ静岡）
- 18期（2010年1月 - 7月）：佐野晴香・比留川香・志田菜々子
- 19期（2010年7月 - 2011年1月）：河西友紀・山口桃子・高橋春花（北海道テレビ放送）
- 20期（2011年1月 - 7月）：木下瑠音（☆）・笹木香利（☆）・郡司恭子（日本テレビ）
- 21期（2011年7月 - 2012年1月）：福田典子（テレビ東京）・中島芽生（日本テレビ／※2011年7月 - 9月）・金井憧れ（☆、元北海道放送／※2011年10月 - 2012年1月）・岸野文絵（元福島テレビ）
- 22期（2012年2月 - 7月）：川添佳穂（元朝日放送テレビ）・湯浅知里（☆、元テレビ北海道）・保里小百合（NHK）
- 23期（2012年7月 - 2013年2月）：福盛田悠（福島テレビ）・内田有紗（☆、元テレビ信州）・大垣舞（日本海テレビ）
- 24期（2013年2月 - 9月）：神田れいみ（☆）・畑下由佳（日本テレビ／※2013年2月 - 3月）・荒井美由起（東北放送／※2013年4月 - ）・畑山弥保（NHK沖縄放送局キャスター）
- 25期（2013年10月 - 2014年5月）：川原夏樹・居石友夏子（元NHK福岡放送局キャスター）・山田沙耶（元あいテレビ）
- 26期（2014年5月 - 11月）：山本里菜（元TBS）・森夏美（東海テレビ）・森田美礼（MXテレビ）
- 27期（2014年11月 - 2015年5月）：堤礼実（フジテレビ）・奥山未季子・臼井佑奈（静岡第一テレビ）
- 28期（2015年5月 - 11月）：今井麻椰・竹田恵理子・室伏真璃（テレビ静岡）
- 29期（2015年11月 - 2016年5月）：浜﨑日香里（テレビ西日本）・島津咲苗（名古屋テレビ放送）・内田怜奈
- 30期（2016年5月 - 11月）：柴田美奈（東海テレビ）・辻沙穗里（元毎日放送）・東菜美子
- 31期（2016年11月 - 2017年5月）：姫野美南（NHK）・西坂早織・西ノ入菜月（仙台放送）
- 32期（2017年5月 - 11月）：谷本英理子・富田真由子・宮上かれん
- 33期（2017年11月 - 2018年5月）：谷桃子（日本テレビ記者職）・堀井優太（NHK）・日高朋美（テレビ西日本記者職）
- 34期（2018年5月 - 11月）：小沢光葵（TBS）・本田奈也花（RKB毎日放送）・舘山聖奈（関西テレビ）・平井美優（石川テレビ）・豊澤佑衣・宮田麗羅
- 35期（2018年11月 - 2019年5月）：小田安珠（青森放送）・馬塲亨介・遠野愛（福岡放送）・中村怜樹・小川美紅・鈴木杏花
- 36期（2019年5月 - 11月）：佐々木舞音（TBS）・富山詠美（新潟テレビ21）・浜田夏輝・向山侑希（石川テレビ）
- 37期（2019年11月 - 2020年9月）：井上万里那・金子凌斗・澤田珠里・宮本茉莉奈
- 38期（2020年9月 - 2021年6月）：大場あゆみ・佐々木一朗（信越放送）・高司清華・中原みなみ（テレビ東京）
- 39期（2021年7月 - 2022年3月）：井山天平・浅川由梨子・福地妃菜美（北海道テレビ放送）・大坪彩織（琉球放送）

※40期以降は後継番組となる週刊プライムオンラインSに出演。

## 備考
1. 1 2 3  緊急事態宣言中を除く
2. 1 2 3 4 5  EPG非表記
3. ↑  「フジ落ちてNHK」登坂淳一が語る激動アナ人生 - 日刊スポーツ（WEBコラム「梅ちゃんねる」） 2019年4月17日付
4. ↑  ただし、2008年はこの例にあてはまらず、加藤綾子アナは10月末の金曜朝枠にて、椿原慶子アナは11月に土曜夜担当であった秋元優里アナの海外出張に伴う代行、榎並大二郎アナは年末の特別シフト編成時にて、初めてニュースを担当している。
5. ↑  2010年は大島由香里アナ、2011年は細貝沙羅アナ、2012年は福原直英アナが担当した。
6. ↑  2011年6月末、フジテレビの人事異動により当時担当していた、木幡美子（隔週の月曜午後）、田代優美（土曜昼）、塚越孝（日曜午後）の3人がアナウンス室から異動となり降板した。また長い間BSニュースを担当していた高橋真麻もフジテレビ主催の夏のイベントでの関係で降板したため。
7. ↑  それまで担当していた山﨑夕貴が地上波でバナナマン設楽司会の帯番組を担当することになったため